# 아우렐리우 미게우
아우렐리우 페르난데스 미게우(포르투갈어: Aurélio Fernández Miguel, 1964년 3월 10일~)은 브라질의 유도 선수이다. 1988년 하계 올림픽 하프헤비급에서 금메달을 획득했다. 은퇴 후에는 정계에 몸담았다.

## 선수 경력
상파울루에서 태어났다. 기관지염과 부친의 주장으로 인하여 미게우는 4세 때부터 유도 훈련을 시작하였다. 시초에 유도를 싫어한 그는 어린이로서 유도 경기와 대회의 난폭함에 겁에 질렸다고 한다. 시간이 지나면서 스포츠를 좋아하게 된 미게우는 1972년 첫 대회에서 우승하였다. 그러고나서 상파울루주 주관 대회에서 여러 번 우승하고 1980년에 그는 주에서 최고 유도 선수로서 인정을 받았다.
후에 미게우는 국가대표로 발탁되어 국제 대회에 출전하기 시작하였고 1983년 베네수엘라 카라카스에서 열린 1983년 팬아메리칸 게임에서 은메달을 획득하였다. 1987년 팬아메리칸 게임에서는 금메달을 획득했고, 같은 해에 열린 1978년 세계 선수권 대회에서 동메달을 획득했다.
1988년 서울에서 열린 1988년 하계 올림픽에서 서독의 마르크 마일링을 꺾고 우승하면서 올림픽 우승자가 되었다. 4년 후인 1992년 바르셀로나에서 열린 1992년 하계 올림픽에서 9위를 하고 이듬해 1993년 세계 선수권 대회에서 헝가리의 코바치 언털에게 패하여 은메달을 땄다.
1996년 애틀랜타에서 열린 1996년 하계 올림픽에서 동메달을 획득했고 1997년 세계 선수권 대회에서 은메달을 획득했다. 이후 1999년 세계 선수권 대회 이후 선수 생활을 마쳤다.

## 정치 경력
2004년 10월 상파울루의 시의원에 입후보하였으며, 4년 후 공화당 소속으로 재선에 성공했다.